# San Lorenzo de la Parrilla
San Lorenzo de la Parrilla es un municipio y localidad española de la provincia de Cuenca, en la comunidad autónoma de Castilla-La Mancha. El término municipal tiene una población de 1134 habitantes (INE 2024).

## Geografía
El municipio, perteneciente a la provincia de Cuenca, está integrado en la comarca de  la Mancha Alta Conquense. Se sitúa a unos 41 km de la capital provincial. El término municipal está atravesado por la carretera N-420 entre los pK 394 y 398, y por la carretera autonómica CM-2117, que conecta con Villarejo-Periesteban.
El relieve está definido por la transición entre la serranía y La Mancha Conquense, por lo que se caracteriza por zonas llanas con numerosas ondulaciones y cerros, con pendiente descendiente de norte a sur. El río Marimota desciende de noroeste a sureste, creando un pequeño valle. En el extremo oriental, el río Júcar hace de límite con La Parra de las Vegas. La altitud oscila entre los 1036 m (Cerro Zapata) al norte y los 840 m al sur, a orillas del río Marimota. El pueblo se alza a 948 m sobre el nivel del mar.
| Noroeste: Villarejo-Periesteban | Norte: Altarejos                    | Nordeste: Mota de Altarejos |
| Oeste: Villares del Saz         |                                     | Este: La Parra de las Vegas |
| Suroeste: Cervera del Llano     | Sur: Cervera del Llano y Belmontejo | Sureste: Belmontejo         |

Limita con Belmontejo, Altarejos, Mota de Altarejos, Cervera del Llano, Villarejo Periesteban y  Villares del Saz.

## Historia
Villa situada al sur de la capital de provincia, cerca del Júcar y del castillo de Torrebuceit, donde vivió el último rey árabe que tuvo Valencia, Zayd Abu Zayd, que vivió aquí en tiempos del Rey Alfonso VIII, conquistador de Cuenca y provincia, y que tomó el nombre de Vicente Belvis, tuvo casa en San Lorenzo de la Parrilla, y fue el que cambió el nombre del pueblo desde Borjafamel (Belvis) a la Parrilla.
En un principio se llamó Parrilla, por surgir esta población en un lugar abundante de vides. A finales del siglo XVI o principios del XVII se le añadió su primer apelativo, cuando se impuso la norma de que cada pueblo escogiese a un santo patrono. Eligieron los Parrillanos a San Lorenzo de la Parrilla por haber sido este santo mártir asado en unas parrillas. La Parrilla absorbió la población de la cercana aldea Belvis (Bella vista).
Hacia mediados del siglo XIX, la villa tenía contabilizada una población de 2092 habitantes. Aparece descrita en el decimosegundo volumen del Diccionario geográfico-estadístico-histórico de España y sus posesiones de Ultramar de Pascual Madoz de la siguiente manera:

PARRILLA (San Lorenzo de la): v. con ayunt. y adm. de rentas estancadas en la prov., dióc. y part. jud. de Cuenca (5 leg.), aud. terr. de Albacete (16), c. g. de Castilla la Nueva (Madrid 21). sit. en un seno de la ramificacion meridional de la sierra llamada de la Parrilla, que se estiende de O. á S.; su clima es templado, bien ventilado y propenso á tabardillos y pulmonias. Consta de 510 casas de mediana construccion; un edificio para el ayunt.; cárcel; un hospital; un palacio perteneciente á la familia de Valdecarzana; escuela de primeras letras concurrida por 86 niños y 34 niñas, dotada con 1,590 rs.; una fuente dentro de la v., y 4 pozos públicos con otros muchos particulares: en el térm. se encuentran muchas fuentes, la mayor parte de buena calidad: la igl. parr., bajo la advocacion de S. Pedro apóstol, está servida por un cura de primer ascenso, un beneficiado y el teniente de su anejo Belmontejo: hay varias ermitas; la de Jesus Desenterrado al N. de la pobl., y tocando con ella; la Cruz de la Oya al E.; el Calvario al O., y á dist. estas dos de 500 pasos; y finalmente, á 1/2 leg. al SO. en el estribo occidental de una colina, se halla otra titulada de Ntra. Sra. de Velvis, edificada por Velvis de Uncei, rico sarraceno que se convirtió á nuestra religion. El térm. confina por N. con Altarejos; E. r. Júcar; S. Cervera, y O. Villares del Saz. Su terreno es medianamente productivo, y en especial los sitios que riegan los varios arroyos que, unidos en el térm., van á alimentar las aguas del Júcar. Al NO. de la v. hay una deh. poblada de mata baja y otro pedazo al O. Los caminos son locales y en mal estado. La correspondencia se recibe desde Villar del Saz tres veces á la semana. prod.: trigo de varias clases, cebada, avena, algunas legumbres, vino flojo, aceite y azafran, estos dos últimos en corta cantidad; se cria gadado lanar y cabrio; caza de liebres, perdices y conejos, y pesca de truchas, barbos, loinas y alguna anguila. ind.: la agrícola y pecuaria; se fabrican cardas y varias telas ordinarias de lana, como cordellates, paños, pañetes, buenos mandiles y escelentes bayetas, albornoces, estameñas y alguna lencería; hay 2 tintoreros, un molino harinero sobre el Júcar con dos piedras y un buen batan: muchos vec. están dedicados á la arriería, importándose por estos lo siguientes artículos: materiales para la construccion de cardas, lanas, aceite, suela, cordoban, hierro, escobas de palma, esparto labrado y sin labrar, jabón, especiería, bacalao, arroz, habichuelas, garbanzos, cacao, azúcar, canela, pan y lienzo: se esportan trigo, cardas, telas bastas de lana, primales, carneros y algun vino: hay tambien algunos tratantes en mulas cerriles y ganado de cerda. pobl.: 531 vec., 2,092 alm. cap. prod.: 2.896,320 rs. imp.: 157,210. El presupuesto municipal asciende á 9,000 rs., de los que se pagan 2,500 al secretario del ayuntamiento.
La fundacion de este pueblo se atribuye al sarraceno Velvis, cuya casa existe todavia en la calle del Sol. En las guerras de sucesion se hizo resistencia á los catalanes, quienes se apoderaron del pueblo, arruinaron 2 barrios, se llevaron todos los ganados y 600 caballerías cargadas de botin, quedando sus moradores reducidos á la mayor miseria y yermos sus campos por espacio de 12 años. En la noche del 21 de abril de 1839 se batió su vecindario con las tropas de D. Carlos, capitaneadas por el partidario Polo, el que cerciorado de que dentro de la v. no había tropa, como habia creido en un principio, entró con 3,000 infantes y 500 caballos, y despues de incendiar algunas casas y sacar 500 caballerias cargadas, se llevó en rehenes 23 personas, exigiendo por su rescate 23,000 duros, lo que no tuvo efecto, volviendo los rehenes, escepto 6 que murieron en los calabozos de Aliaga y Cantavieja. En 14 de setiembre del mismo año se presentó Cabrera; insistió en lo anterior, pero sin fruto, y se llevó en rehenes otras 4 personas, las que se rescataron por la cantidad de 20,000 rs.
(Madoz, 1849, p. 706)

## Demografía
San Lorenzo de la Parrilla cuenta con una población de 1134 habitantes (INE 2024).
| Gráfica de evolución demográfica de San Lorenzo de la Parrilla entre 1842 y 2021                                    |
| |
| Población de derecho según los censos de población del INE Población de hecho según los censos de población del INE |

## Patrimonio

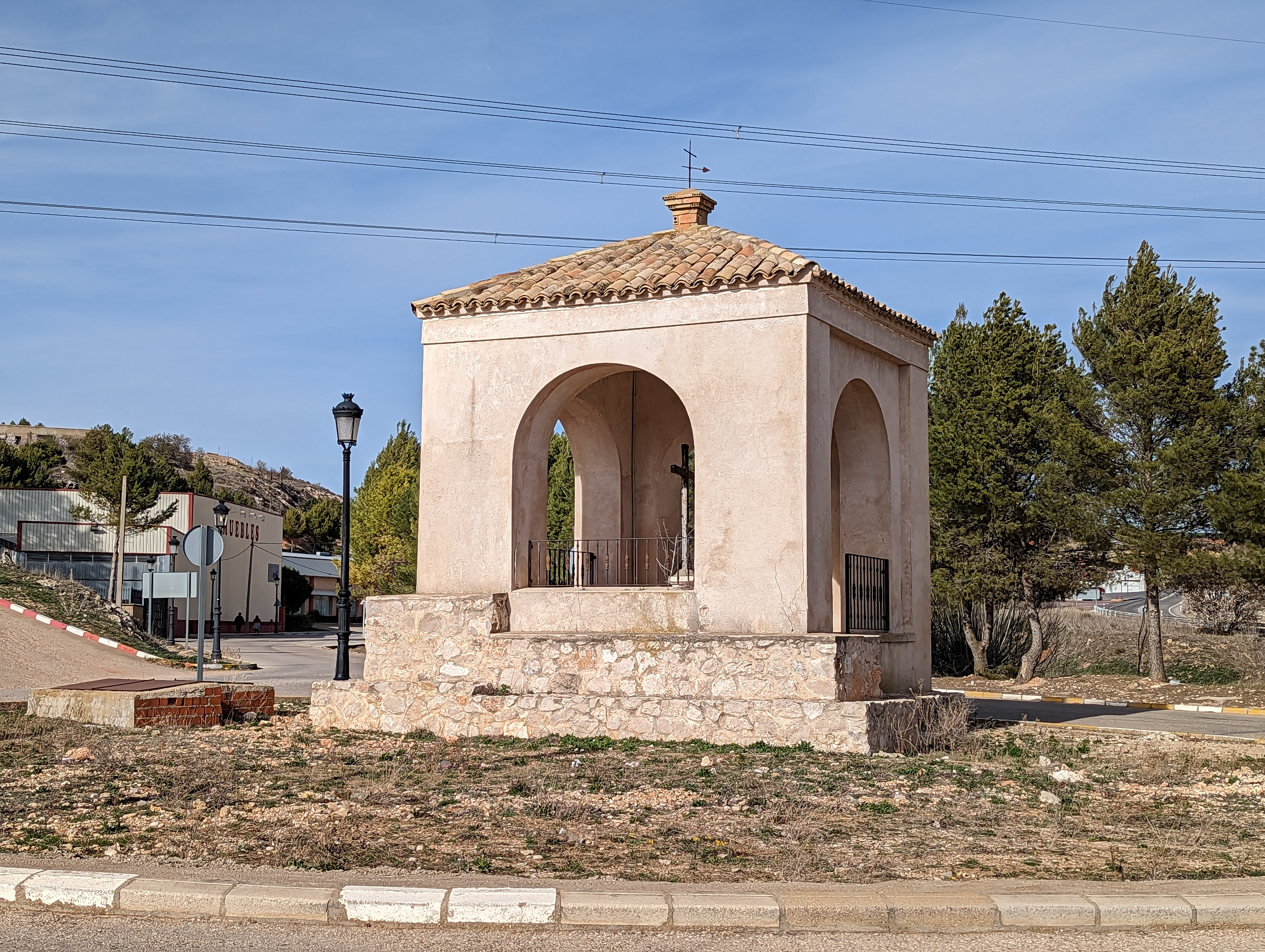
Humilladero de la Cruz Cerrada

### Arco del Puntío
Se trata de dos edificios de viviendas, en la calle de la iglesia, números 4 y 20, caracterizados por sus remates y decoraciones de estilo isabelino y construidos a principios de siglo, los años 20, siendo el más sobresaliente el del número 4, y de tres interesantes construcciones religiosas: la ermita del Calvario, en las afueras de la población; la ermita de la Cruz Cerrada, en realidad un templete de planta cuadrada con arcos en tres de sus lados más uno cerrado, cubierto a cuatro aguas, con un altar centrado que contiene una cruz, y la parroquia de San Pedro Apóstol. Situado en la plaza mayor, el palacio de los marqueses de Cañete es un gran caserón del siglo XVII. Entre medianerías, con cuerpo central que da a la plaza un arco sobre la calle General Fanjul, con construcciones anejas en forma de "L", adosadas a la nave de la iglesia. En este palacio falleció el 7 de mayo de 1606 María de la Cerda, descendiente de Alfonso X El Sabio y Violante de Aragón. Casada con Juan Andrés Hurtado de Mendoza, 5.º marqués de Cañete.

### Palacio Marqueses de Cañete
El palacio dispone de varias aulas y de salón de actos. En la tercera planta se encuentra la biblioteca pública.
La ermita de San Miguel
Situada también a las afueras del pueblo se encuentra una pequeña ermita dedicada al arcángel San Miguel el cual se encuentra en forma de figura dentro de la propia ermita

## Personas notables
- Pedro Simón